# Государственное училище циркового и эстрадного искусства
Федеральное государственное бюджетное профессиональное образовательное учреждение «Госуда́рственное учи́лище цирково́го и эстра́дного иску́сства и́мени М. Н. Румянцева (Карандаша) (ФГБПОУ ГУЦЭИ)» — среднее специальное учебное заведение в Москве, готовящее артистов цирка и эстрады.

## История
Осенью 1927 года Народный комиссариат просвещения РСФСР принял решение об открытии в Москве Курсов циркового искусства (КЦИ) с трёхлетним сроком обучения будущих артистов цирка.
В 1930 году Курсы циркового искусства были реорганизованы в Техникум циркового искусства (ТЦИ) с оборудованной ареной, ставшей не только учебной площадкой, но и «Районным цирком», где студенты проходили творческую практику в качестве артистов, униформистов и контролёров.
В 1934 году техникум приобрёл статус Всесоюзной школы циркового искусства, а в 1937 году — Государственного училища циркового искусства (ГУЦИ). Студенты наряду с цирковыми жанрами изучали историю театра, цирка, изобразительного искусства, музыки, мастерство актёра и другие дисциплины.
В 1961 году в училище было открыто специальное отделение эстрады для подготовки артистов речевых и оригинальных жанров, и учреждение приобрело современное название — Государственное училище циркового и эстрадного искусства (ГУЦЭИ).
Первый выпуск артистов эстрады состоялся в 1965 году.

## Образовательные стандарты
- 52.02.03 — Цирковое искусство[4]
- 52.02.05 — Искусство эстрады[4]

## Преподаватели

### Техникум циркового искусства (ТЦИ) (1930—1934)
- Оскар Густавович Линднер (директор, ранее был исполнителем атлетического номера)
- Михаил Ольтенс (работа на перекладине)
- Иван Васильевич Кашкаров (конный жанр)
- Лихачёв — акробатика
- П. А. Брыкин (клоунада, акробатика)
- С. П. Сергеев (гл. педагог по акробатике)
- Наполеон Фабри /Август Француазович Пюбасет/ (выпускал номера жокеев)
- Т. Адерфис-Балаш (жонглирование)
- А. А. Аберт (конный жанр, жонглирование)
- А. Н. Петров (воздушные, полет)
- В. Тихонравов (мастерство актера)
- М. Степановна (хореография)
- А. Н. Ширай (зав. учебно-производственной частью, постановщик акробатических номеров)
- Гипп (музыкальная грамота, прослушивание муз. классических произведений)
- Б. М. Тенин (мастерство актера, клоунада)
- Д. Л. Кара-Дмитриев (мастерство актера, муз. эксцентрика)
- Г. Ф. Пешков /Лотц/ (эквилибр на проволоке, танцы на проволоке)
- М. С. Местечкин (мастерство актера, клоунада)

### Государственное училище циркового искусства (ГУЦИ) (1937—1961)
- С. И. Маслюков (акробатика, с 1938 года).

### Государственное училище циркового и эстрадного искусства (ГУЦЭИ) (с 1961 года)
С. А. Каштелян, Ю. П. Белов, Н. И. Слонова, Ф. П. Земцев, В. Д. Шпак, Б. А. Бреев, А. С. Крюков, В. С. Якут, И. Г. Рутберг, В. И. Точилин, С. М. Макаров, Т. Т. Гаврилова, А. А. Анютенков, В. И. Кирсанов, В. Б. Зернов, А. А. Редель, М. М. Хрусталёв, Б. М. Браганцев, Ю. Г. Мандыч, В. А. Гнеушев, А.В. Смыков, Е.В. Барменков, Е.В. Тюренков, Бауман Н.Э. и многие другие.

## Известные выпускники
Выпускниками училища были:

### Артисты-эквилибристы
- Наталья Варлей, Заслуженная артистка РСФСР (выпуск 1965 года)

### Артисты клоунады
- Михаил Румянцев («Карандаш»), народный артист СССР (выпуск 1930 года)
- Олег Попов, народный артист СССР (выпуск 1950 года)
- Андрей Николаев, народный артист РСФСР (выпуск 1958 года)
- Леонид Енгибаров, Народный артист Армянской ССР (выпуск 1959 года)
- Владимир Кремена (выпуск 1960 года)
- Сергей Макаров, заслуженный деятель искусств Российской Федерации (выпуск 1961 года)
- Ирина Асмус («Ириска» из «АБВГДейки», выпуск 1962 года)
- Виталий Довгань (выпуск 1967 года)
- Евгений Майхровский («Май»), народный артист РСФСР (выпуск 1965 года)
- Анатолий Марчевский, народный артист РСФСР (выпуск 1970 года)
- Юрий Куклачёв, народный артист РСФСР (выпуск 1971 года)
- Александр Олешко (выпуск 1995 года)
- Геннадий Маковский и Геннадий (Генрих) Ротман

### Иллюзионисты
- Амаяк Акопян, заслуженный артист Российской Федерации (учёбу не окончил из-за травмы позвоночника)

### Эстрадные танцовщики
- Кирсанов, Владимир Иванович, заслуженный артист Российской Федерации, чечёточник (выпуск 1969 года)
- Насыров, Аркадий Эдуардович, чечёточник (выпуск 1983 года)
- Колганов, Сергей Алексеевич, заслуженный артист Российской Федерации
- Митин, Андрей Алексеевич,

заслуженный артист Российской Федерации ( выпуск 1995 года)
- Митина, Наталья Сергеевна, заслуженная артистка Российской Федерации (выпуск 1993 года)

### Артисты речевого жанра
- Илья Олейников
- Роман Казаков
- Геннадий Хазанов
- Ефим Шифрин
- А. Писаренков
- Сергей Минаев (шоумен)
- Александр Ефимов (конферансье, шоумен)
- Маменко Игорь Владимирович  (юморист, артист цирка и эстрады)

### Артисты театра и кино
- Сорокин, Алексей  (выпуск 1991 г.), заслуженный артист Севастополя РФ. Специальность «музыкальная эксцентрика (клоунада) оригинальный жанр. Цирк на сцене» (мастерская Е. П. Чернова).

### Артисты оригинального жанра
- Борис Амарантов (выпуск 1962

### Певцы
- Елена Камбурова, народная артистка Российской Федерации (выпуск 1966 года)
- Жанна Бичевская, народная артистка РСФСР (выпуск 1971 года)
- Анатолий Доровских
- Евгений Холмский (солист гр. Турбомода, выпуск 1997 года)
- исполнительница музыкальных сценок М. Полбенцева
- пантомимисты и жонглёры А. Беренштейн, С. Шаргородский
- фокусник В. Михайлов, акробаты С. Власова и О. Школьников
- пантомимисты: Ю. Медведев и А. А. Чернова
- эксцентрики Е. и В. Троян
- пародист Александр Песков

## Директора училища
Директорами в разные годы были:
- А. Луначарская (1927—1929)
- О. Линдер (1929—1940)
- Ю. Дмитриев (1941—1942)
- В. Жанто (1943—1947)
- Н. Барзилович (1947—1950)
- А. Волошин (1950—1978)
- С. М. Макаров, заслуженный деятель искусств Российской Федерации (1978—1986)
- А. Анютенков (1986—1988)
- В. Владимиров (1989—1995)
- В. М. Савина (1995 — 2020)[6]
- М. А. Смородкин (2020 — 2021)[7]
- Н.Н. Наумов (2021 - 2022) и.о.директора
- Е.В. Шевченко (2022 - по настоящее время)